# Eurostar Italia

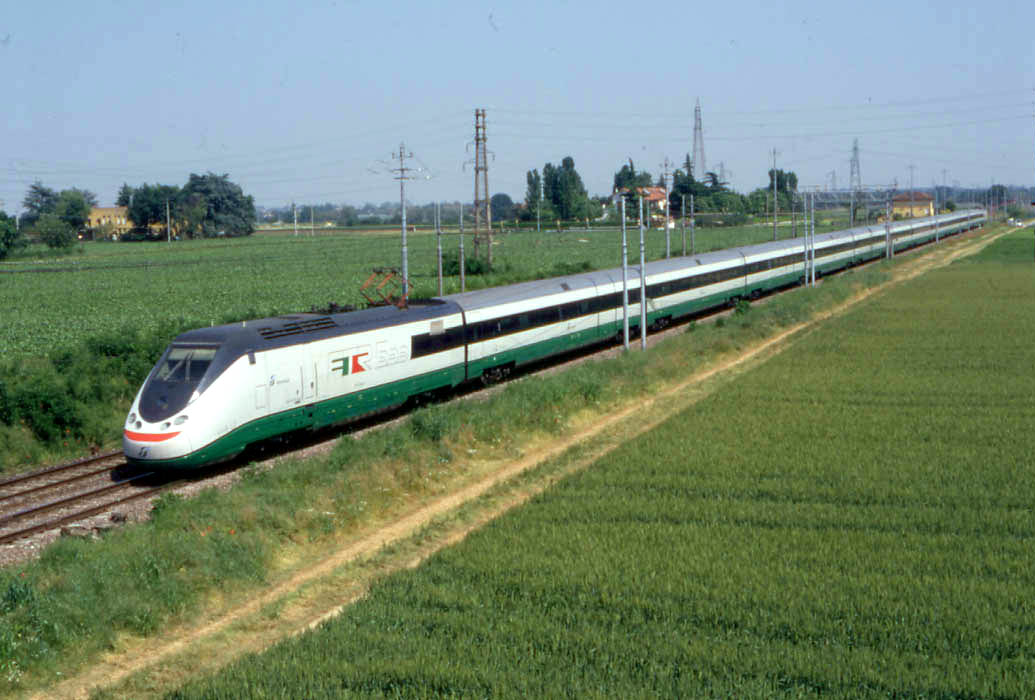
Состав Eurostar в окрестностях Имолы

Eurostar Italia — сеть итальянских скоростных поездов, управляемых Государственными железными дорогами Италии через дочернее общество Trenitalia.
Название Eurostar используется по лицензии компании Iveco, владеющей торговой маркой и использовавшей её в качестве названия одного из своих грузовиков. Несмотря на идентичное название, Eurostar Italia не имеет отношения к одноимённому поезду, курсирующему через тоннель под Ла-Маншем.
С декабря 2012 года название Eurostar Italia больше не используется, вместо него используется Le Frecce.

## Описание
Составы Eurostar курсируют между главными городами Италии. Используются скоростные поезда серий ETR 450/460/480 и 500. Хотя некоторые из указанных серий поездов в состоянии достигать скорости 300 км/ч, реальная скорость на маршруте сильно зависит от линии. В настоящее время в Италии ни один из поездов Eurostar не эксплуатируется на скоростях выше 250 км/ч, за исключением ETR 500 в новой версии AV на линиях Рим — Неаполь и Милан — Турин.
Поезда серий ETR 450/460/480 (где ET означает Elettrotreno — электропоезд, а R — rapido — скоростной) имеют систему, на вираже наклоняющую вагон относительно вертикальной оси для компенсации возникающей центробежной силы. Поезда серии ETR 500 данной системы не имеют, поэтому не могут эксплуатироваться на всех линиях, но проявляют свои лучшие характеристики на прямых модернизированных скоростных линиях. Поезда ETR с системой наклона позволяют развивать скорости на 15 % выше, чем поезда, лишённые этой системы, на обычных немодернизированных линиях. Соответственно, они имеют преимущество при эксплуатации в горной местности, к каковой относится значительная часть территории Италии.
Состав Eurostar ETR 450/460/480 состоит из 9 вагонов, из которых 8 моторных — для поездов серии 450, и 6 — для поездов серий 460/480. Соответственно, в поездах серии 450 присутствует 1 немоторный вагон, а в сериях 460/480 их 3. При этом в обоих случаях они расположены в середине состава. В серии 500, напротив, моторных вагонов только 2, и они расположены в голове и в хвосте состава, состоящего из 12 вагонов. В настоящее время поезда серии 450 эксплуатируются с отключенной системой наклона вагонов, поэтому их скорость на линии ограничена на уровне 200 км/ч.
Составы серии ETR 500 существуют также в исполнении, рассчитанном на эксплуатацию одновременно в разных сетях: переменного тока при напряжении 25 000 В / 50 Гц и постоянного тока при напряжении 3000 В. Составы серии ETR 480, оборудованные трансформаторами и пантографами на 25 кВ / 50 Гц, носят индекс ETR 485. Эта модификация была сделана уже на стадии производства у 15 составов. Большая часть железных дорог в Италии питается постоянным током напряжением 3 кВ. При этом правда, в настоящее время осуществляется частичный переход на питание переменным током напряжением 25 кВ, что обеспечивает заметную экономию при эксплуатации и обслуживании поездов, а также экономию на инфраструктуре линий электропередачи.
В настоящее время поезда Eurostar эксплуатируются на территории Германии, Швейцарии, Финляндии, Италии, Португалии, Чехии и Словении. Идёт подготовка версии для Китая.

## Eurostar City Italia
С 10 декабря 2006 года вместо некоторых серий поездов Eurostar в эксплуатацию введены составы «Eurostar City Italia». Новые составы предлагают комфорт выше, чем поезда Intercity, а стоимость проезда на них ниже, чем на поездах Eurostar. Поезда «Eurostar City Italia» состоят из вагонов традиционной системы, а именно из вагонов типа «Gran Comfort» и UIC-Z1, переоборудованных в соответствии с проектом постройки новых вагонов типа IC901. Снаружи и изнутри вагоны оформлены таким образом, чтобы минимально отличаться от вагонов поездов серии Eurostar. Вагоны в составе будут располагаться между 2 локомотивов типа E.414, которые представляют собой модернизированные E.404 первых выпусков (используются в составах Eurostar ETR 500). Пока E.414 не приняты в эксплуатацию, составы используются с локомотивами E.444R и E.402A, так же в раскраске Eurostar.

## Pendolino

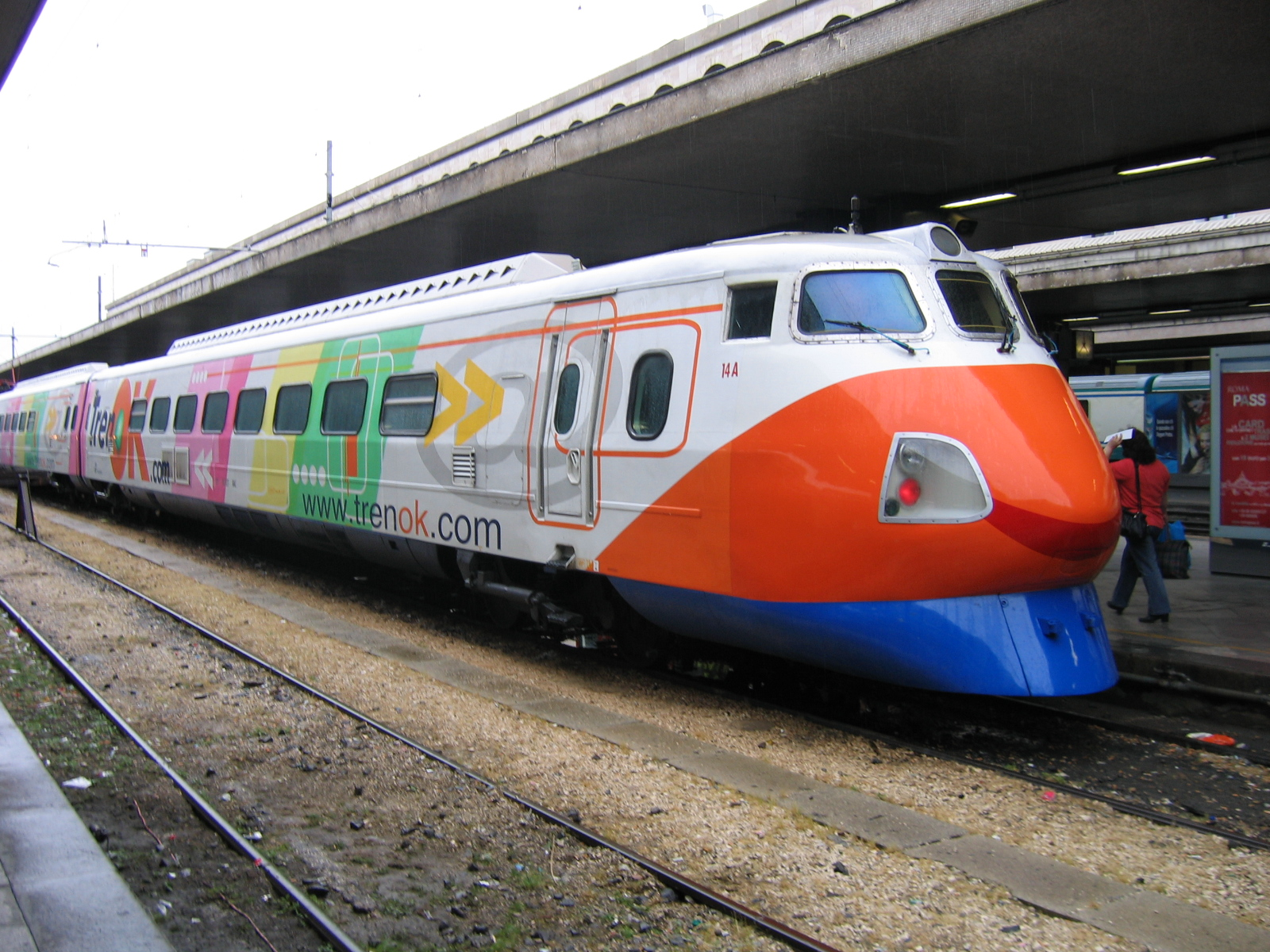
ETR 450

Термин «Pendolino» происходит от слова «pendolo» — маятник. Данное прозвище получено поездами Eurostar за применённую в них систему, позволяющую вагонам наклоняться в повороте относительно вертикальной оси. Поезда были разработаны и выпускались на предприятиях бывшей Fiat Ferroviaria в городе Савильяно, в настоящее время принадлежащих компании Alstom.
Максимальный наклон в 8 градусов (10 для серии ETR 401) позволяет повысить допустимую скорость в повороте на 30 % по отношению к обычным поездам, компенсируя при этом центробежное ускорение до 1,35 м/с².
Термин «Pendolino» также является зарегистрированной торговой маркой, и объединяет и идентифицирует все поезда, оснащённые системой наклона в повороте, произведённые компанией Fiat Ferroviaria.
Поезда «Pendolino» эксплуатируются в Италии:
серий ETR 401 (окраска бело-зелёная);
ETR 450, ETR 460 и ETR480 (окраска бело-красная);
ETR 470 (окраска бело-голубая, принадлежат компании Cisalpino).
Поезда ETR 470 позволили увеличить скорость движения на наиболее тяжёлых участках, с большим количеством крутых S-образных связок поворотов, не модернизируя железнодорожные пути. Серия ETR 480 постепенно дооборудуется аппаратурой для питания от переменного тока (25 000 В, 50 Гц) для обеспечения возможности их работы на новых скоростных линиях.
В настоящее время в Италии осталось мало поездов, в которых система изменения наклона в повороте задействована. Это связано с тем, что обслуживание гироскопов и системы уменьшения дорожного просвета является дорогим и сложным. Чаще всего тележки вагонов заблокированы в положении 0 градусов.
Новое поколение скоростных поездов Eurostar ETR 500 данной системой не оборудовано.